# Tiencsu

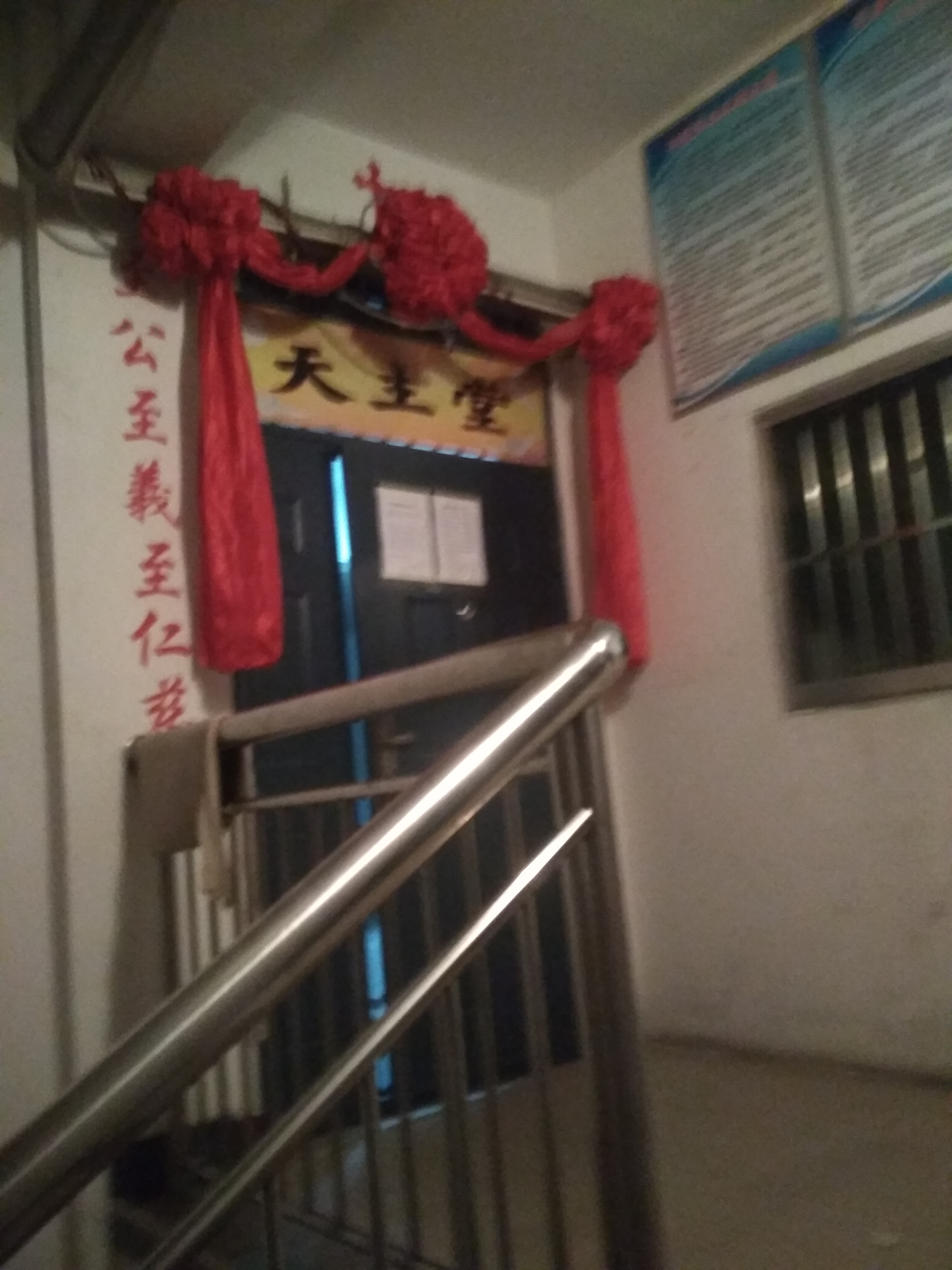
Katolikus templom bejárata Tajan városában 天主堂 (tiānzhǔ táng - a menny urának csarnoka felirattal.

Tiencsu (kínai írással: 天主; Wade-Giles átírásban: Tʻien-chu), jelentése "mennyei mester" vagy "mennyek ura", kínai szó Istenre a katolicizmusban. A megnevezést a jezsuita kínai missziók terjesztettek el.

## Történelem
A szó először Michele Ruggieri kínai fordításában jelent meg a Dekalogóban, vagyis a Tízparancsolatban. Ruggieri és Matteo Ricci 1584-ben adta ki első katekizmusát Tiānzhǔ shílù (天主實錄, az ég urának igaz feljegyzése) címmel.
Matteo Ricci később írt egy katekizmust Tiānzhŭ Shíyì (天主實義, A mennyek Urának igazi jelentése) címmel.
A kínai rítusokkal kapcsolatos vitát követően a Tiānzhŭ kifejezést a pápa hivatalosan 1715-ben fogadta el, elutasítva az olyan alternatív kifejezéseket, mint Tien (天, „menny”) vagy Sàng-ti (上帝, „legfelsőbb úr”).
A „katolicizmus” szót leggyakrabban Tiānzhǔjiào (天主教, „A mennyek Urának vallása”) formában fordítják le a kínai nyelvre. Egy katolikus személyt Tiānzhŭjiào tú-nak neveznek; a tú szó magában foglalja a „tanítvány” és a „hívő” jelentését is. A handzsa írásban ugyanezeket a karaktereket használják a katolicizmus és a katolikus hívő lefordítására koreaiul.

## Fordítás
- Ez a szócikk részben vagy egészben  a   Tianzhu (Chinese name of God) című angol Wikipédia-szócikk ezen változatának fordításán alapul.  Az eredeti cikk szerkesztőit annak laptörténete sorolja fel. Ez a jelzés csupán a megfogalmazás eredetét és a szerzői jogokat jelzi, nem szolgál a cikkben szereplő információk forrásmegjelöléseként.